# Liste der anglikanischen Bischöfe von Saint Germans
Die Liste der Bischöfe von Saint Germans stellt die bischöflichen Titelträger der Church of England, der Diözese Truro, in der Province of Canterbury dar. Der Titel wurde nach der Gemeinde St Germans in Cornwall benannt.
| Liste der Bischöfe von Saint Germans | Liste der Bischöfe von Saint Germans | Liste der Bischöfe von Saint Germans | Liste der Bischöfe von Saint Germans                    |
| ------------------------------------ | ------------------------------------ | ------------------------------------ | ------------------------------------------------------- |
| Von                                  | Bis                                  | Name                                 | Anmerkungen                                             |
| 1905                                 | 1918                                 | John Cornish                         |                                                         |
| 1918                                 | 1974                                 | Abeyance                             | Abeyance                                                |
| 1974                                 | 1979                                 | Richard Rutt                         | vorher Bischof von Taejon, danach Bischof von Leicester |
| 1979                                 | 1985                                 | Michael Fisher                       |                                                         |
| 1985                                 | 1992                                 | Richard Llewellin                    | danach Bischof von Dover                                |
| 1993                                 | 1999                                 | Graham James                         | danach Bischof von Norwich                              |
| 2000                                 | 2011                                 | Roy Screech                          |                                                         |
| 2013                                 | 2019                                 | Chris Goldsmith                      |                                                         |
| 2020                                 | Gegenwart                            | Hugh Nelson                          |                                                         |